# Quinto Didio
Quinto Didio (en latín, Quintus Didius) fue un senador y político romano, gobernador de la provincia de Siria de 31 a. C. a 29 a. C.

## Vida
Octaviano, tras ganar la decisiva batalla de Accio contra Marco Antonio y Cleopatra, envió a finales del año 31 a. C. a Didio a Siria para que se ocupara de su gobierno. En estas circunstancias, Didio persuadió a Malco I, rey de los nabateos, para que incendiara la flota que la reina Cleopatra tenía preparada para cruzar el mar Rojo en caso de que Octaviano conquistara Egipto.
Mientras tanto, el rey de los judíos, Herodes el Grande cambió su apoyo de Antonio a Octaviano. Herodes ayudó a Didio militarmente cuando este bloqueó a los gladiadores de Antonio en el camino de Cícico, al noroeste de Asia Menor, hasta su líder en Egipto. Didio forzó a los gladiadores a rendirse y a establecerse en Dafne, un suburbio de la ciudad de Antioquía.